# 1951年の日本公開映画
- 映画 > 映画の一覧 > 年度別日本公開映画 > 1951年の日本公開映画
- 映画 > 1951年の映画 > 1951年の日本公開映画

1951年の日本公開映画（1951ねんのにほんこうかいえいが）では、1951年（昭和26年）1月1日から同年12月31日までに日本で商業公開された映画の一覧を記載。作品名の右の丸括弧内は製作国を示す。
記載の凡例については年度別日本公開映画#凡例を参照

## 作品一覧

### 1月
- 1日
  - 死せる恋人に捧ぐる悲歌 ( イギリス)
- 3日
  - 腰抜け大捕物 ( アメリカ合衆国)
- 4日
  - 愛と憎しみの彼方へ ( 日本)
- 5日
  - 女賊と判官 ( 日本)
- 10日
  - 裏街 ( アメリカ合衆国)
  - マルタの鷹 ( アメリカ合衆国)
- 11日
  - 西部の男 ( アメリカ合衆国)
  - 夜も昼も ( アメリカ合衆国)
- 13日
  - 偽れる盛装 ( 日本) - キネマ旬報ベストテン3位
  - おぼろ駕籠 ( 日本)
- 17日
  - 命ある限り ( アメリカ合衆国)
  - 故郷の丘 ( アメリカ合衆国)
- 19日
  - 風にそよぐ葦 前編 ( フランス)
- 13日
  - 偽れる盛装 ( 日本)
- 24日
  - 若き日のリンカン ( アメリカ合衆国)
  - バッタ君町に行く ( アメリカ合衆国・アニメ)
- 26日
  - 雲の中の散歩 ( イタリア) - キネマ旬報ベストテン外国映画8位
- 27日
  - 四重奏 ( イギリス)
  - 雷雲 ( メキシコ)
- 29日
  - シンゴアラ ( スウェーデン)
- 31日
  - 剣なき闘い ( アメリカ合衆国)

### 2月
- 6日
  - 赤きダニューブ ( アメリカ合衆国)
  - パルムの僧院 ( フランス /  イタリア)
- 7日
  - 密林の黄金 ( アメリカ合衆国)
- 9日
  - キッスタイム ( アメリカ合衆国)
- 10日
  - 気まぐれ天使 ( アメリカ合衆国)
  - マルセイユの一夜 ( フランス)
  - 名犬ラッシー 家路（家路） ( アメリカ合衆国)
- 14日
  - 風車の秘密 ( アメリカ合衆国)
  - 勝利の園 ( アメリカ合衆国)
- 15日
  - 阿修羅判官 ( 日本)
- 16日
  - 一ダースなら安くなる ( アメリカ合衆国)
- 17日
  - お艶殺し ( 日本)）
  - そよ風の町 ( アメリカ合衆国)
- 19日
  - 美しき生涯 ( アメリカ合衆国)
- 20日
  - 科学者ベル ( アメリカ合衆国)
  - 気まぐれ天使 ( アメリカ合衆国)
  - 情炎の海 ( アメリカ合衆国)
  - 幌馬車 ( アメリカ合衆国)
- 21日
  - ハリウッド・アルバム ( アメリカ合衆国)
- 22日
  - 悲歌 ( 日本)
- 23日
  - ダイナマイト夫婦 ( アメリカ合衆国)
- 27日
  - 罠 ( アメリカ合衆国)

### 3月
- 1日
  - 黒水仙 ( イギリス) - キネマ旬報ベストテン外国映画10位
- 6日
  - 奥様は魔女 ( アメリカ合衆国)
  - 特ダネ女史 ( アメリカ合衆国)
  - 吹雪 ( スウェーデン)
  - 若草の頃 ( アメリカ合衆国)
- 10日
  - 風にそよぐ葦 後編 ( フランス)
  - 恋人 ( 日本)
  - 呪われた抱擁 ( フランス)
  - 夜霧の都 ( イギリス)
- 13日
  - テレヴィジョンの王様 ( アメリカ合衆国)
  - 頓馬と金髪娘 ( アメリカ合衆国)
  - 花の合唱 ( アメリカ合衆国)
- 15日
  - 月の渡り鳥 ( 日本)
- 20日
  - 征服されざる人々 ( アメリカ合衆国)
  - 大編隊 ( アメリカ合衆国)
  - マルクス兄弟デパート騒動 ( アメリカ合衆国)
- 21日
  - カルメン故郷に帰る ( 日本) - キネマ旬報ベストテン4位
- 24日
  - 底抜け極楽大騒動 ( アメリカ合衆国)
  - 雪割草 ( 日本)
- 27日
  - Gメン対間諜 ( アメリカ合衆国)
  - シンデレラ姫 ( ソビエト連邦)
  - 凸凹殺人ホテル ( アメリカ合衆国)
  - 悲愁 ( イギリス)
- 31日
  - 美しい暦 ( 日本)
  - 続佐々木小次郎 ( 日本)

### 4月
- 3日
  - 栄光への序曲 ( フランス)
  - ネヴァダ男 ( アメリカ合衆国)
  - 熱砂の秘密 ( アメリカ合衆国)
  - 我輩は新入生 ( アメリカ合衆国)
- 4日
  - 純愛の誓い ( アメリカ合衆国)
- 5日
  - 姫君と海賊 ( アメリカ合衆国)
- 10日
  - 嘘クラブの女王 ( アメリカ合衆国)
  - サハラ戦車隊 ( アメリカ合衆国)
  - 幽霊は臆病者 ( アメリカ合衆国)
  - 夢の宮廷 ( アメリカ合衆国)
- 14日
  - 銀座化粧 ( 日本)
  - 舞姫夫人 ( イギリス)
- 15日
  - 紀元前百万年 ( アメリカ合衆国)
- 17日
  - 栄光に死す ( アメリカ合衆国)
  - オルフェ ( フランス) - キネマ旬報ベストテン外国映画4位
  - 巴里の醜聞 ( フランス)
  - ベルリン特急 ( アメリカ合衆国)
  - 幻の女 ( アメリカ合衆国)
- 21日
  - アリゾナ無宿 ( アメリカ合衆国)
  - 凸凹持逃げ騒動 ( アメリカ合衆国)
  - 我が家は楽し ( 日本)
- 24日
  - 腰抜けと原爆娘 ( アメリカ合衆国)
  - 囁きの木陰 ( アメリカ合衆国)
  - レベッカ ( アメリカ合衆国)
- 28日
  - 銭形平次 ( 日本)

### 5月
- 1日
  - 極楽スパイ狩り ( アメリカ合衆国)
  - 南支那海 ( アメリカ合衆国)
- 5日
  - 自由学校 ( 日本、二社競作)
- 8日
  - 鉄格子の彼方 ( イタリア/ フランス)
  - 北西への道 ( アメリカ合衆国)
- 10日
  - 神々の王国 ( フランス)
- 11日
  - 初恋合戦 ( アメリカ合衆国)
- 12日
  - 少年期 ( 日本)
- 15日
  - 西部の無法男 ( アメリカ合衆国)
  - 都会の旋律 ( デンマーク)
- 19日
  - 泣きぬれた人形 ( 日本)
- 22日
  - われら自身のもの ( アメリカ合衆国)
- 23日
  - 白痴 ( 日本)
- 25日
  - 上州鴉 ( 日本)
- 26日
  - バンビ ( アメリカ合衆国・アニメ) - キネマ旬報ベストテン外国映画7位
- 29日
  - 地獄への道 ( アメリカ合衆国)
  - スイングの少女 ( アメリカ合衆国)
  - 第二の妻 ( アメリカ合衆国)
- 30日
  - 春の凱歌 ( フランス)

### 6月
- 3日
  - 荒鷲戦隊 ( アメリカ合衆国)
- 5日
  - 狂恋の果て ( アメリカ合衆国)
  - モナリザの微笑 ( アメリカ合衆国)
  - 泣き笑いアンパイヤ ( アメリカ合衆国)
- 8日
  - 永遠の調べ ( アメリカ合衆国)
- 12日
  - Ｕボート撃滅 ( アメリカ合衆国)
  - ママの青春 ( アメリカ合衆国)
  - 懐しのスワニー ( アメリカ合衆国)
  - 深夜のランデヴー ( スウェーデン)
- 15日
  - 群衆 ( アメリカ合衆国)
  - 落日の決闘 ( アメリカ合衆国)
  - 決闘の断崖 ( アメリカ合衆国)
  - あゝ青春 ( 日本) - キネマ旬報ベストテン8位
- 19日
  - 夢みる少女 ( アメリカ合衆国)
  - 踊る海賊 ( アメリカ合衆国)
- 22日
  - お遊さま ( 日本)
  - ジャングル・ブック（ アメリカ合衆国）
- 26日
  - 無法地帯 ( アメリカ合衆国)
  - 凸凹スキー騒動 ( アメリカ合衆国)
  - わが父わが子 ( フランス)
- 30日
  - シーラ山の狼 ( イタリア)

### 7月
- 3日
  - ジェニイの肖像 ( アメリカ合衆国)
  - 猛獣と令嬢 ( アメリカ合衆国)
- 4日
  - どっこい生きてる ( 日本) - キネマ旬報ベストテン5位
- 10日
  - アパッチ族の最後 ( アメリカ合衆国)
- 12日
  - 鞍馬天狗　角兵衛獅子 ( 日本)
- 13日
  - 海賊船 ( 日本)
- 17日
  - 三十六時間 ( イギリス)
- 18日
  - 別働隊 ( アメリカ合衆国)
- 19日
  - 緑園の天使 ( アメリカ合衆国)
- 21日
  - 陽気な幽霊 ( イギリス)
- 24日
  - 情熱の狂想曲 ( アメリカ合衆国)
  - かれらに音楽を ( アメリカ合衆国)
- 27日
  - テキサス決死隊 ( アメリカ合衆国)
  - 海賊ブラッドの逆襲 ( アメリカ合衆国)

### 8月
- 3日
  - 青い真珠 ( 日本)
  - 鬼軍曹ザック ( アメリカ合衆国)
  - 戦後派お化け大会 ( 日本)
- 4日
  - ニューヨークの饗宴 ( アメリカ合衆国)
- 7日
  - 第三の接吻 ( フランス)
  - 大雷雨 ( アメリカ合衆国)
  - 渡洋爆撃隊 ( アメリカ合衆国)
  - ファビオラ ( イタリア)
- 10日
  - 右門捕物帖帯とけ仏法 ( 日本)
  - 天狗の安 ( 日本)
  - 船乗りシンバッドの冒険 ( アメリカ合衆国)
- 14日
  - 歌う捕物帳 ( アメリカ合衆国)
- 17日
  - コマンチ族の怒り ( アメリカ合衆国)
  - チャンピオン ( アメリカ合衆国) - キネマ旬報ベストテン外国映画9位
  - 舞姫 ( 日本)
- 21日
  - シエラ ( アメリカ合衆国)
- 24日
  - 踊る大紐育 ( アメリカ合衆国)
  - 熱砂の掟 ( イギリス)
  - 廃墟の群盗 ( アメリカ合衆国)
  - わが一高時代の犯罪 ( 日本)
- 27日
  - ダラス ( アメリカ合衆国)
- 28日
  - 暗黒の恐怖 ( アメリカ合衆国)
  - 邪魔者は殺せ ( イギリス) - キネマ旬報ベストテン外国映画5位
- 31日
  - 純白の夜 ( 日本)

### 9月
- 1日
  - 白い国境線 ( イタリア)
- 4日
  - 拳銃の誓い ( アメリカ合衆国)
  - ジョルスン再び歌う ( アメリカ合衆国)
- 7日
  - 愛妻物語 ( 日本) - キネマ旬報ベストテン10位
  - 大城塞 ( アメリカ合衆国)
- 11日
  - アンナ・カレニナ ( イギリス)[1]
  - ガラスの動物園 ( アメリカ合衆国)
  - 月下の銃声 ( アメリカ合衆国)
  - シラノ・ド・ベルジュラック ( アメリカ合衆国)
  - スピード王 ( アメリカ合衆国)
- 14日
  - 武蔵野夫人 ( 日本)
- 16日
  - イヴの総て ( アメリカ合衆国) - キネマ旬報ベストテン外国映画1位
- 18日
  - 高原の白馬 ( アメリカ合衆国)
- 21日
  - 黄金の竜 ( イギリス)
  - 折れた矢 ( アメリカ合衆国)
  - 白昼の決闘 ( アメリカ合衆国)
- 24日
  - 潜航決戦隊 ( アメリカ合衆国)
  - セントルイス ( アメリカ合衆国)

### 10月
- 2日
  - 愛欲の港 ( スウェーデン)
  - ロッキーの春風 ( アメリカ合衆国)
- 3日
  - 麦秋 ( 日本) - キネマ旬報ベストテン1位
- 5日
  - アニーよ銃をとれ ( アメリカ合衆国)
  - 高原の駅よさようなら ( 日本)
- 9日
  - デュバリイは貴婦人 ( アメリカ合衆国)
  - パンドラ ( イギリス)
- 12日
  - 鞍馬天狗　鞍馬の火祭 ( 日本)
- 14日
  - 北大西洋 ( アメリカ合衆国)
- 16日
  - 熱風の町 ( アメリカ合衆国)
- 19日
  - コロラド ( アメリカ合衆国)
  - 南部の唄 ( アメリカ合衆国)
  - ブンガワンソロ ( 日本)
  - 無法者の群 ( アメリカ合衆国)
- 23日
  - 男性都市 ( アメリカ合衆国)
- 25日
  - 海の花火 ( 日本)
- 26日
  - 絶壁の彼方に ( イギリス)
  - パンドラ ( イギリス)
  - モヒカン族の最後 ( アメリカ合衆国)
- 28日
  - サンセット大通り ( アメリカ合衆国) - キネマ旬報ベストテン外国映画2位
- 30日
  - 賭はなされた ( フランス)

### 11月
- 1日
  - あの丘越えて ( 日本)
- 2日
  - 黄色いリボン ( アメリカ合衆国)
  - 源氏物語 ( 日本)- キネマ旬報ベストテン7位
  - 八ツ墓村 ( 日本)
- 6日
  - 暁の討伐隊 ( アメリカ合衆国)
- 11日
  - 情炎 ( イギリス)
- 12日
  - 黄色いリボン ( アメリカ合衆国)
- 13日
  - キー・ラーゴ ( アメリカ合衆国)
  - 拳銃王 ( アメリカ合衆国)
- 16日
  - 風雪二十年 ( 日本)- キネマ旬報ベストテン6位
- 20日
  - インディアン渓谷 ( アメリカ合衆国)
  - 今宵よ永遠に ( アメリカ合衆国)
  - アリゾナの嵐 ( アメリカ合衆国)
- 21日
  - バグダッドの盗賊（ アメリカ合衆国）
- 22日
  - 大江戸五人男 ( 日本)
- 23日
  - 白い恐怖 ( アメリカ合衆国)
  - 港のマリイ ( フランス)
  - 暗黒街の天使 ( メキシコ)
  - めし ( 日本)- キネマ旬報ベストテン2位
  - わかれ雲 ( 日本)
- 24日
  - 赤い百合 ( イギリス)
- 25日
  - ポー河の水車小屋 ( イタリア)
- 30日
  - 塵に咲く花 ( アメリカ合衆国)

### 12月
- 4日
  - 悪魔の美しさ ( フランス /  イタリア) - キネマ旬報ベストテン外国映画6位
- 7日
  - 命美わし ( 日本) - キネマ旬報ベストテン9位
  - ヒット・パレード ( アメリカ合衆国)
  - 夜明け（英語版） ( ソビエト連邦)
- 11日
  - 愛馬トリッガー ( アメリカ合衆国)
  - 砂漠の悪魔 ( イギリス)
  - 秘密警察 ( アメリカ合衆国)
- 14日
  - 彼女は二挺拳銃 ( アメリカ合衆国)
- 18日
  - 十三号桟橋 ( アメリカ合衆国)
- 21日
  - 赤い河 ( アメリカ合衆国)
  - 薩摩飛脚 ( 日本)
- 22日
  - バグダッドの盗賊 ( イギリス)
- 25日
  - モーツァルトの恋 ( オーストリア)
- 27日
  - アリババと四十人の盗賊 ( アメリカ合衆国)
  - 腰抜け千両役者 ( アメリカ合衆国)
  - 宝島 ( アメリカ合衆国)
  - ダラス ( アメリカ合衆国)
  - 二世部隊 ( アメリカ合衆国)
  - リオ・グランデの砦 ( アメリカ合衆国)
- 28日
  - 結婚行進曲 ( 日本)
  - 銭形平次捕物控　恋文道中 ( 日本)
- 30日
  - 稲妻草紙 ( 日本)